# Omar Pérez Santiago
Omar Pérez Santiago, né le 6 mai 1953 à Santiago, au Chili, est un romancier, chroniqueur et traducteur chilien.

## Biographie
Il est diplômé de l'École des sciences politiques de l'Université du Chili. Il se rend ensuite en Suède pour étudier l'histoire économique à l'Université de Lund. Il apprend le suédois et devient un diffuseur actif de la culture latino-américaine en Scanie, traduisant des textes espagnols en suédois et publiant des romans, contes et essais. Il fonde en Suède la publication Aura Latina.
Après avoir vécu en Suède, il retourne dans son pays d'origine en 1993 et devient un traducteur d'œuvres suédoises en espagnol, notamment des poèmes de Tomas Tranströmer publié en espagnol en Amérique latine par Cinosargo Ediciones, la maison d'édition de Daniel Rojas Pachas.